# 萨宾河 (新西兰)

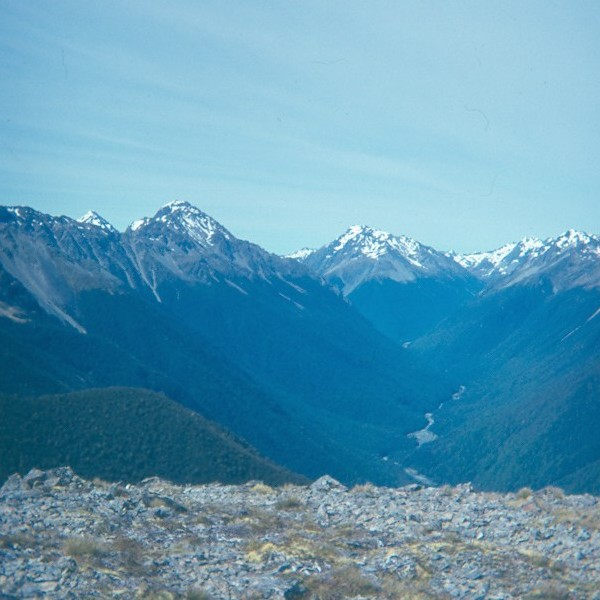
萨宾河的峡谷

萨宾河（英語：Sabine River）是新西兰南岛的一条河流，它坐落在尼尔森湖国家公园境内。萨宾河由东萨宾河和西萨宾河汇合而成，西萨宾河起源于藍湖。